# Irene Cefaro
Irene Cefaro, née le 31 août 1935 à Rome et morte le 20 novembre 2013 est une actrice italienne de théâtre et de cinéma.

## Biographie
Née à Rome en 1935, elle remporte le prix "Miss Roma" en 1952 et presque aussitôt attire l'attention des producteurs de cinéma, lui faisant faire ses débuts dans Le Maître de Don Juan en 1953,. En quelques années elle obtient des rôles notables dans des films de Federico Fellini, Carlo Lizzani, Giuseppe De Santis, Luigi Comencini et Raffaello Matarazzo entre autres. Elle se retire du milieu du cinéma à la fin des années 1950 pour se consacrer à sa famille. Elle meurt le 20 novembre 2013, à l'âge de 78 ans.

## Filmographie
- 1953 : Le Maître de Don Juan (Il Maestro di Don Giovanni)
- 1954 : Les Enfants de la violence (Guai ai vinti) de Raffaello Matarazzo
- 1955 : Cronache di poveri amanti
- 1955 : Bravissimo de Luigi Filippo D'Amico
- 1955 : Destinazione Piovarolo de Domenico Paolella
- 1955 : Il bidone de Federico Fellini
- 1956 : Hommes et Loups (Uomini e lupi ) de Giuseppe De Santis et Leopoldo Savona
- 1957 : Maris en liberté (Mariti in città) de Luigi Comencini
- 1958 : L'Homme en culottes courtes (L'uomo dai calzoni corti)
- 1958 : L'amore più bello
- 1959 : Le donne ci tengono assai d'Antonio Amendola